# Astragalus leptocarpus
Astragalus leptocarpus är en ärtväxtart som beskrevs av John Torrey och Asa Gray. Astragalus leptocarpus ingår i släktet vedlar, och familjen ärtväxter. Inga underarter finns listade i Catalogue of Life.